# Fàrkovo
Fàrkovo (en rus: Фарково) és un poble del krai de Krasnoiarsk, a Rússia, que en el cens del 2010 tenia 278 habitants.